# Leicester City F.C.
Leicester City Football Club – angielski klub piłkarski, mający swoją siedzibę w Leicester, grający na King Power Stadium. Występuje w Championship. Mistrz Anglii w sezonie 2015/2016.
Klub został założony w 1884 roku jako Leicester Fosse, grał na boisku w pobliżu Fosse Road. Nazwa Leicester City została przyjęta w 1919 roku. W 1891 drużyna przeniosła się na Filbert Street, gdzie grała przez 111 lat, zanim w 2002 roku przeprowadziła się na Walkers Stadium (Obecnie King Power Stadium).
Pierwszym sukcesem klubu było zajęcie pierwszego miejsca w rozgrywkach drugiej ligi angielskiej (obecnie Football League Championship) w 1925 roku, czego dokonał później jeszcze pięciokrotnie. Leicester trzykrotnie zwyciężał w Pucharze Ligi Angielskiej, a także jeden raz w Football League One (trzecia klasa rozgrywkowa). W sezonie 2013/2014 wygrali rozgrywki Championship, a w 2016 roku zdobyli mistrzostwo Anglii. W 2021 roku wygrali Puchar Anglii oraz Superpuchar Anglii.

## Historia
Klub został założony w 1884 roku przez grupę chłopców ze Szkoły Wyggeston jako Leicester Fosse. W 1890 dołączył do The Football Association. W 1891 roku klub dołączył do Midland League, a następnie w 1894 roku został wybrany do Division Two of Football League (Second Division). W swoim pierwszym ligowym meczu Leicester przegrał 4:3 z Grimsby, po czym w następnym tygodniu odniósł pierwsze zwycięstwo w meczu przeciwko Rotherham na własnym stadionie. W tym samym sezonie klub zanotował najwyższy wynik w swojej historii, zwyciężając 13:0 w spotkaniu z Notts Olympic, w ramach kwalifikacji do FA Cup.
W sezonie 1907/08 Leicester Fosse po zdobyciu wicemistrzostwa w Second Division awansował do First Division, najwyższej klasy rozgrywkowej w Anglii, gdzie spędził zaledwie jeden sezon. W tym czasie odniósł najwyższą porażkę w historii, ulegając drużynie Nottingham Forest 12:0.
W 1919 roku po wznowieniu rozgrywek po I wojnie światowej klub ze względu na problemy finansowe zaprzestał działalności. Leicester Fosse został zreformowany, a nazwę zmieniono na „Leicester City Football Club”, co było związane z uzyskaniem przez Leicester praw miejskich. W sezonie 1924/1925 zwyciężając w rozgrywkach Second Division odniósł swój pierwszy sukces. Na najwyższym poziomie rozgrywek utrzymał się przez 10 lat. W sezonie 1928/1929 zdobył tytuł wicemistrzów Anglii, przegrywając tytuł z Sheffield Wednesday o 1 punkt. Po spadku w sezonie 1934/1935 spędził w drugiej lidze następne dwa lata. W sezonie 1935/1936 po raz drugi w swojej historii zwyciężył w rozgrywkach Second Division. Przez kolejne lata Leicester występował na przemian po kilka sezonów w First i Second Division. W sezonie 2008/2009 jedyny raz w historii występował w rozgrywkach League One (trzecia klasa rozgrywkowa w Anglii).
Rok 1949 przyniósł pierwszy w historii Leicester finał FA Cup, w którym Lisy musiały uznać wyższość Wolves, przegrywając 1:3. W 1954 roku klub po raz trzeci sięgnął po mistrzostwo Second Division, co udało się osiągnąć także dwa lata później – w sezonie 1956/1957. Wtedy to klub odnotował swój najdłuższy okres na najwyższym poziomie rozgrywek ligowych, pozostając w First Division aż do 1969 roku. W tym czasie Leicester aż trzykrotnie – w roku 1961, 1963 oraz 1969 uczestniczył w finale FA Cup, za każdym razem przegrywając. Natomiast w 1964 roku sięgnął po swój pierwszy puchar, pokonując w finale League Cup drużynę Stoke City. Rok później miał szansę powtórzyć ten sukces, ale w finałowym spotkaniu uległ drużynie Chelsea.
W roku 1971 klub jedyny raz historii wygrał Tarczę Wspólnoty, pokonując Liverpool 1:0. Leicester jako zwycięzca Division Two zastąpił w tym meczu drużynę mistrza Anglii – Arsenal, który w tym czasie występował w rozgrywkach europejskich. Wraz z końcem sezonu 199/1992 Leicester dotarł do finału rozgrywek play-off o udział w nowo uformowanej Premier League, który przegrał z drużyną Blackburn Rovers. Rok później po raz kolejny nie wykorzystał szansy, tym razem ulegając drużynie Swindon Town. Awans udało się osiągnąć w 1994 roku, po zwycięstwie w finale nad Derby County. W swoim pierwszym sezonie w Premier League Leicester City zajął jednak przedostatnie miejsce i wrócił do Division One w 1995 roku. W tym czasie nowym managerem został Martin O’Neill, który poprowadził klub do największych sukcesów w historii. Pod jego wodzą już w sezonie 1995/1996 Lisy po raz kolejny awansowały do Premier League, a w latach 1997 oraz 2000 zwyciężyły w League Cup, docierając do finału także w roku 1999. W sezonach 1997/1998 oraz 2000/2001 klub brał udział w rozgrywkach o Puchar UEFA. W 2000 roku trener O’Neill przeniósł się do Celticu, a klub po zakończeniu sezonu pożegnał się z Premier League.
Na początku sezonu 2002/2003 Leicester City przeniósł się na Walkers Stadium (32 500 miejsc siedzących), kończąc w ten sposób 111-letni pobyt na Filbert Street. Prawa do nazwy stadionu na okres dziesięciu lat nabyła firma Walkers (producent chipsów). W październiku 2002 roku, klub podał do informacji że ma 30 mln funtów długów. Powodem tych problemów była utrata pieniędzy z praw telewizyjnych (firma ITV Digital obiecał pieniądze dla klubów z pierwszej ligi), za duży funduszu płac, niższe od oczekiwanych a kwoty za transfery zawodników i 37 milionów funtów koszt nowego stadionu. Klub został uratowany przez konsorcjum kierowane przez Gary’ego Linekera (wychowanek Leicester City). Menadżer Micky Adams doprowadził Leicester do zajęcia drugiego miejsca w Division One (sezon 2002/2003) i ponownego awansu do Premiership. Leicester City przetrwało tylko jeden sezon (2003/04) w najwyższej klasie i zostały zdegradowane do Championship, wcześniej znany jako Division One.
13 lutego 2007 roku Leicester City F.C. zostało przejęte przez byłego prezesa Portsmouth, Milana Mandarica.
W sezonie 2007/2008 Leicester City zostało zdegradowane do Football League One. Sezon 2008/09 był dla Leicester City pierwszym spędzonym poza dwoma najwyższymi szczeblami rozgrywek angielskiej piłki nożnej. W 2008 roku na funkcję menadżera powołano Nigela Pearsona. Klub zdobył mistrzostwo Football League One i po roku przerwy wrócił do Championship. W sezonie 2009/2010 Leicester City pod wodzą Pearsona zajął 5. miejsce i awansował do fazy play-off. W półfinale grał z Cardiff City (przegrana w rzutach karnych). 29 czerwca 2010 r. Nigel Pearson opuścił Leicester City. Na stanowisku zastąpił go Paulo Sousa (7 lipca 2010).
W kwietniu 2010 roku klub przejęło tajskie konsorcjum o nazwie Asia Football Investments (AFI), na którego czele stał Vichai Srivaddhanaprabha.
1 października 2010 po słabym początku sezonu 2010/11 (jedna wygrana w dziewięciu meczach), Paulo Sousa został zwolniony przez klub ze skutkiem natychmiastowym. Dwa dni później Leicester City podpisało kontrakt na okres dwóch lat ze Svenem-Göranem Erikssonem.
10 lutego 2011 roku, Vichai Raksriaksorn został mianowany nowym prezesem klubu. Mandaric opuścił Leicester City w listopadzie by następnie przejąć Sheffield Wednesday.
W sezonie 2011/2012 Leicester City było postrzegane jako jeden z faworytów do awansu, ale w dniu 24 października 2011 roku, po słabym starcie (wygrane zaledwie 5 z pierwszych 13 meczów) Sven-Göran Eriksson za obopólną zgodą opuścił klub. Trzy tygodnie później, 15 listopada 2011, Nigel Pearson został przedstawiony jako następca Eriksson. Pearson doprowadził zespół do 6. miejsca na koniec sezonu i awansu do play off. W pierwszym meczu Leicester City na King Power Stadium pokonało Watford 1:0. W meczu na stadionie przeciwnika byli bliscy uzyskania awansu do finału play off. W drugim meczu przy wyniku 2:1 dla Watford w 96. minucie Leicester otrzymali rzut karny, jednak bramkarz Watfordu, Manuel Almunia obronił strzał Anthony’ego Knockaerta. Watford wyprowadziło kontratak i Troy Deeney w 97 minucie pozbawił jakichkolwiek nadziei drużynę Lisów.
W sezonie 2013/2014 Leicester City uzyskał awans do Premier League i po 10 letniej przerwie powrócił do najwyższej ligi. Sezon zakończył z dorobkiem 102 punktów, co jest rekordem klubu na szczeblu drugiego poziomu rozgrywek ligi angielskiej. Większą liczbę punktów zdobyły tylko drużyny Reading (106 punktów w sezonie 2005/06) i Sunderlandu (105 punktów w sezonie 1998/99), a taką samą Newcastle United (102 punkty w sezonie 2009/10).
16 sierpnia 2014 roku Leicester City rozegrało pierwszy mecz po powrocie do Premier League. W pierwszych pięciu meczach zdołali uzbierać 8 punktów. Po remisach z Evertonem (2:2) i Arsenalem (1:1), oraz wygranych ze Stoke City (1:0) i Manchesterem United (5:3), oraz porażce z Chelsea (0:2) wszystko wskazywało, że drużyna będzie z powodzeniem walczyć o miejsce w środku tabeli. Jednak od 6 do 18 kolejki spotkań Leicester City zdobyło tylko 2 punkty i od trzynastej kolejki plasowało się na ostatnim 20. miejscu w tabeli. Następne 20 tygodni zespół spędził na dole tabeli i gdy wydawało się, że nie unikną degradacji do Championship nastąpił przełom w meczu z West Ham United w 31 kolejce spotkań (4 kwietnia 2015). Od tego momentu Leicester City pokonało siedmiu z dziewięciu rywali przegrywając tylko z późniejszym mistrzem Anglii (Chelsea). Zdobycie 22 punktów w ostatnich dziewięciu meczach (więcej niż przez 29 kolejek sezonu – 19 punktów), pozwoliło Lisom uniknąć degradacji do Championship. Sezon 2014/15 Leicester City pod wodzą Nigela Pearsona z dorobkiem 41 punktów zakończył na 14. miejscu.
Przed sezonem 2015/16 na stanowisku menadżera Leicester City, Nigela Pearsona zastąpił Claudio Ranieri, a Lisy po raz pierwszy od sezonu 1997/98 zanotowały dwa zwycięstwa na początku sezonu. Natomiast na dwie kolejki przed końcem rozgrywek zdobyły mistrzostwo Anglii.
W sezonie 2016/2017 drużyna Lisów dotarła do ćwierćfinału Ligi Mistrzów, a w lidze zajęła 12. miejsce.
27 października 2018 r. Helikopter z właścicielem klubu Vichai Srivaddhanaprabha wylatując z King Power Stadium, chwilę po wystartowaniu z boiska spadł na stadionowy parking. W katastrofie zginął właściciel klubu i 4 innych członków załogi.
27 lutego 2019 nowym trenerem Leicester został Brendan Rodgers z którym 15 maja 2021 zespół sięgnął po Puchar Anglii wygrywając w finale z Chelsea FC wynikiem 1:0 po golu Youri Tielemansa w 63. minucie, a asystował mu Luke Thomas. 7 sierpnia tego samego roku Lisy zagrały w finale Superpucharu Anglii z Manchesterem City. Wynik tego spotkania to 1:0 na korzyść Leicester. Zwycięskiego gola strzelił Kelechi Iheanacho z rzutu karnego w 89. minucie.
Po 28. kolejkach w sezonie 2022/23 Brendan Rodgers został zwolniony. Powodem zwolnienia była słaba dyspozycja zespołu i przedostatnia pozycja w lidze. Po sezonie w jego miejsce przyszedł włoski trener Enzo Maresca.
W sezonie 2023/24 po meczu przedostatniej kolejki EFL Championship z Preston North End 29 kwietnia 2024 roku Lisy zapewnili sobie mistrzostwo drugiej ligi. Spotkanie to zakończyło się wynikiem 3:0 dla Leicester City, a gole strzelali Jamie Vardy dwa razy oraz Kasey McAteer raz.
3 czerwca 2024 roku klub ogłosił odejście obecnego trenera. Enzo Maresca podpisał pięcioletni kontakt z Chelsea FC.
Nowym trenerem Leicester City został Steve Cooper. 20 czerwca 2024 roku klub ogłosił podpisanie kontraktu z trenerem do 2027 roku. 24 listopada 2024 roku walijski trener został zwolniony. Powodem zwolnienia była słaba dyspozycja zespołu, który po 12 meczach zanotował jedynie dwa zwycięstwa w lidze.
30 listopada 2024 roku w meczu 13. kolejki przeciwko Brentford zespół poprowadził Ben Dawson. Mecz ten zakończył się przegraną Lisów 1:4. Jedynego gola na korzyść Leicester strzelił Facundo Buonanotte.
29 listopada 2024 roku klub ogłosił że nowym szkoleniowcem zostanie były piłkarz m.in. Realu Madryt i Manchesteru United – Ruud Van Nistelrooy. Holender podpisał z klubem umowę do czerwca 2027 roku. Pierwsze spotkanie jakie poprowadził odbyło się 3 grudnia 2024 roku w ramach 14. kolejki Premier League. Przeciwnikiem Lisów był West Ham United. To spotkanie zakończyło się wygraną Leicester City 3:1. Gole dla Lisów strzelali: Jamie Vardy, Bilal El Khannouss i Patson Daka.

## Kolory, herb i tradycje

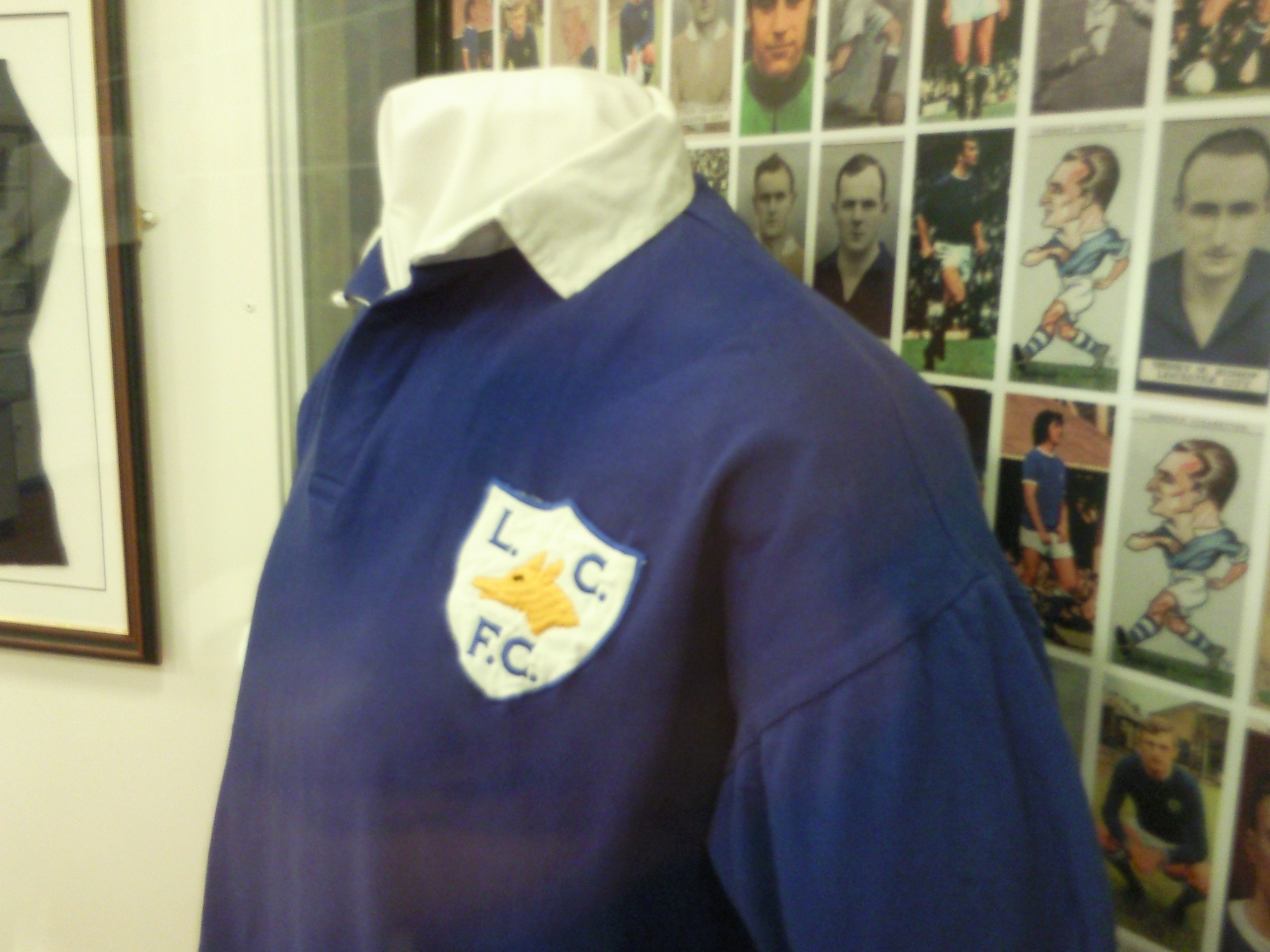
Koszulka Leicester z 1948 roku

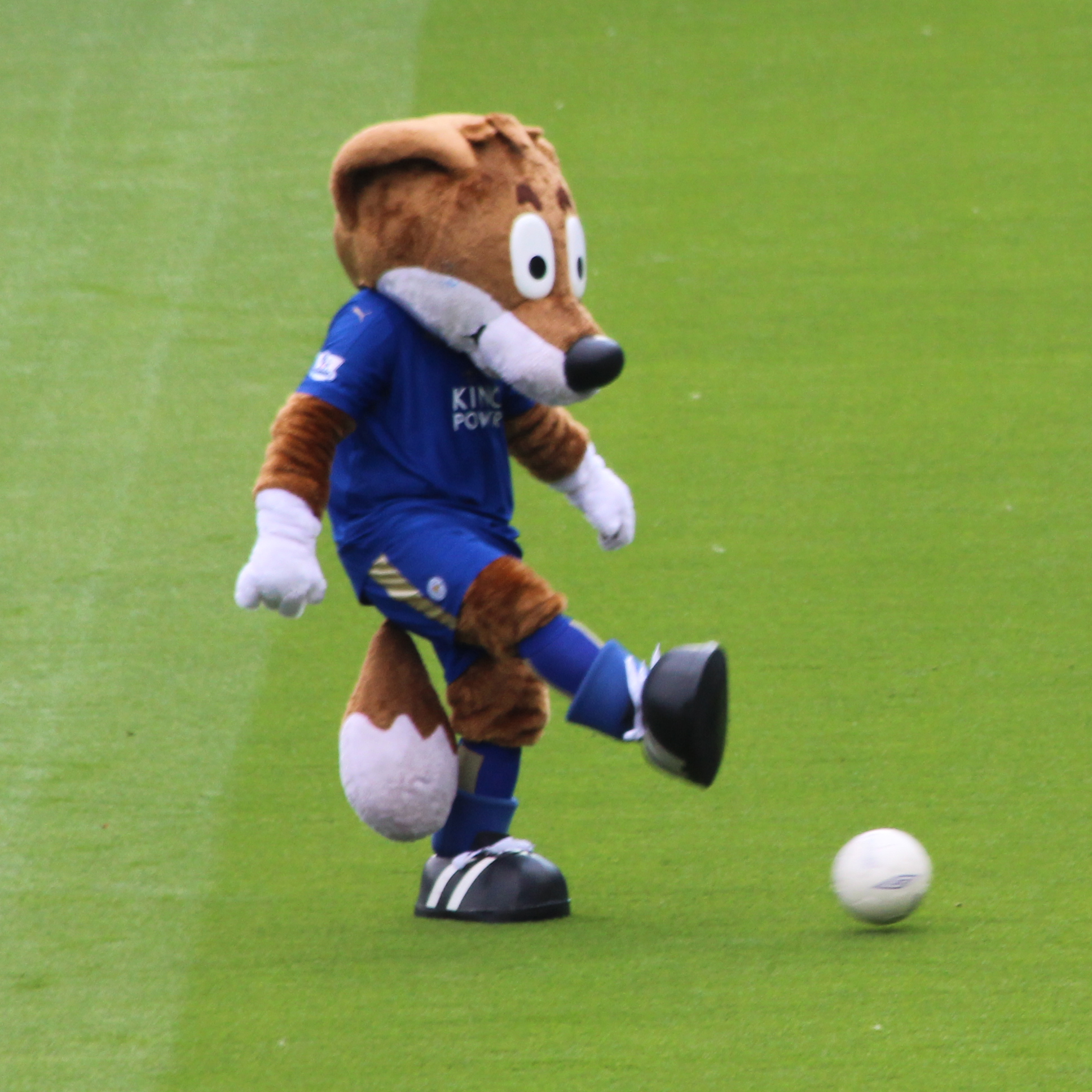
Filbert (maskotka klubowa)

Kolory domowe to niebieski i biały, wykorzystane były do zestawów strojów przez większość historii klubu. Pierwsze logo sponsora (Ind Coope) na koszulce Leicester City pojawiło się w 1983 roku. Najdłużej sponsorem klubu była firma produkująca chipsy Walkers Crisps (od 1987 do 2001).
Lisa po raz pierwszy włączono do herbu klubu w 1948 roku (Leicestershire znany jest z polowań na lisy), właśnie od tego pochodzi pseudonim „Foxes”. Maskotką klubu jest lis o imieniu „Filbert Fox”. Obecny herb na koszulkach jest używany od 1992 roku. W sezonie 2009/10, który był 125 rocznicą klubu był używany jubileuszowy herb z napisem „125 lat”.
Inna tradycja wywodząca się z Hrabstwa Leicestershire jest używana przez Leicester City od 1941 roku. Jest to odgrywany na trąbce sygnał dźwiękowy, który w XIX wieku odgrywał woźnica przyjeżdżający z pocztą. Ten sygnał był odtwarzany przed każdym domowym meczem. Teraz zastąpiła go nowocześniejsza wersja, która jest grana na żywo przed zespołami wyłaniającymi się z tunelu.

### Sponsorzy strojów i koszulek
| Okres     | Sponsor strojów | Sponsor na koszulkach                            |
| --------- | --------------- | ------------------------------------------------ |
| 1962–1964 | Bukata          | Nie było sponsora                                |
| 1976–1979 | Admiral         | Nie było sponsora                                |
| 1979–1983 | Umbro           | Nie było sponsora                                |
| 1983–1986 | Admiral         | Ind Coope                                        |
| 1986–1987 | Admiral         | John Bull                                        |
| 1987–1988 | Admiral         | Walkers                                          |
| 1988–1990 | Scoreline       | Walkers                                          |
| 1990–1992 | Bukata          | Walkers                                          |
| 1992–2000 | Fox Leisure     | Walkers                                          |
| 2000–2001 | Le Coq Sportif  | Walkers                                          |
| 2001–2003 | Le Coq Sportif  | LC                                               |
| 2003–2005 | Le Coq Sportif  | Alliance & Leicester                             |
| 2005–2007 | JJB             | Alliance & Leicester                             |
| 2007–2009 | Jako            | Topps Tiles                                      |
| 2009–2010 | Joma            | Jessops (domowe stroje) Loros (wyjazdowe stroje) |
| 2010–2012 | Burrda          | King Power                                       |
| 2012–2018 | Puma            | King Power                                       |
| 2018–     | Adidas          | King Power                                       |

## Stadion

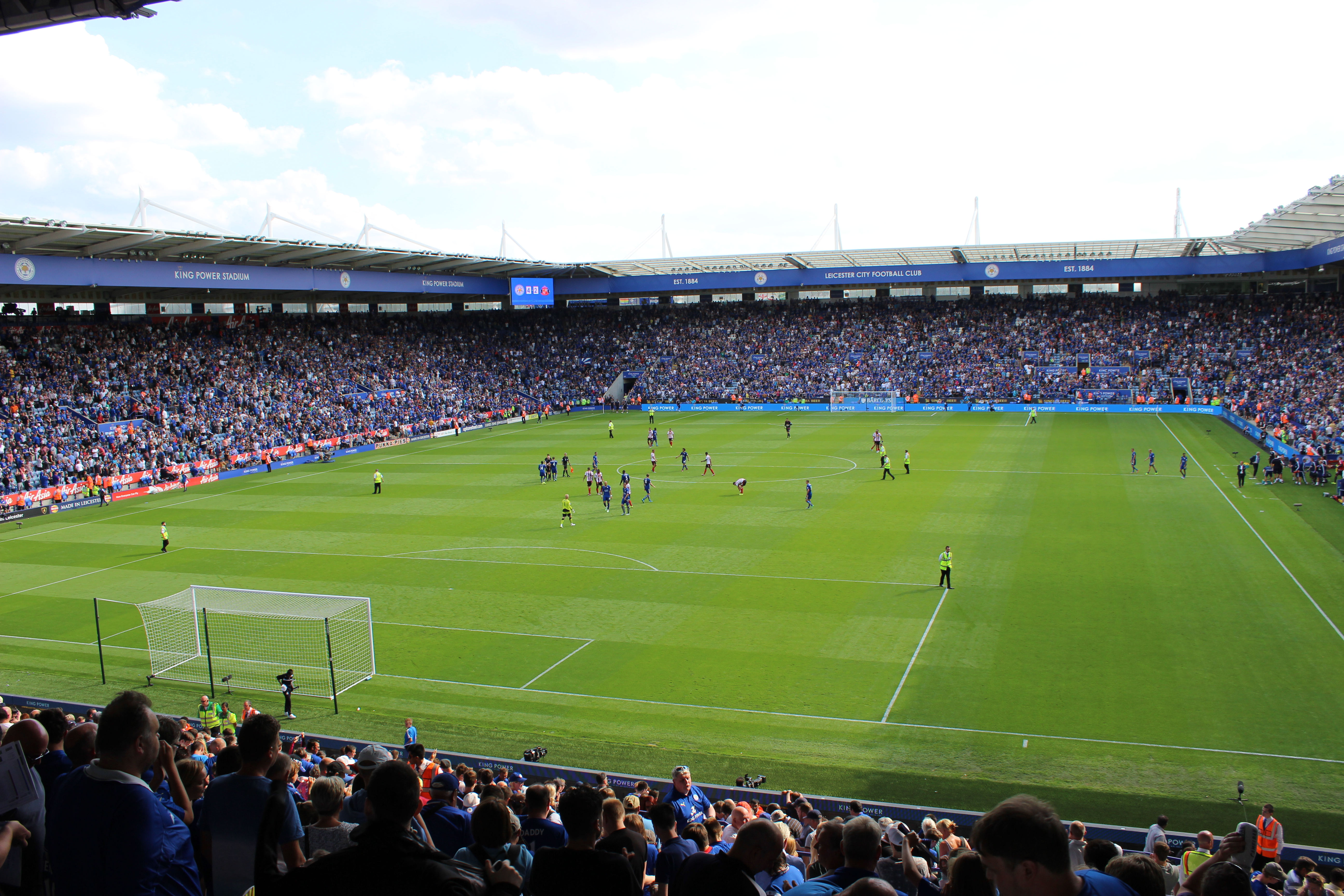
King Power Stadium.

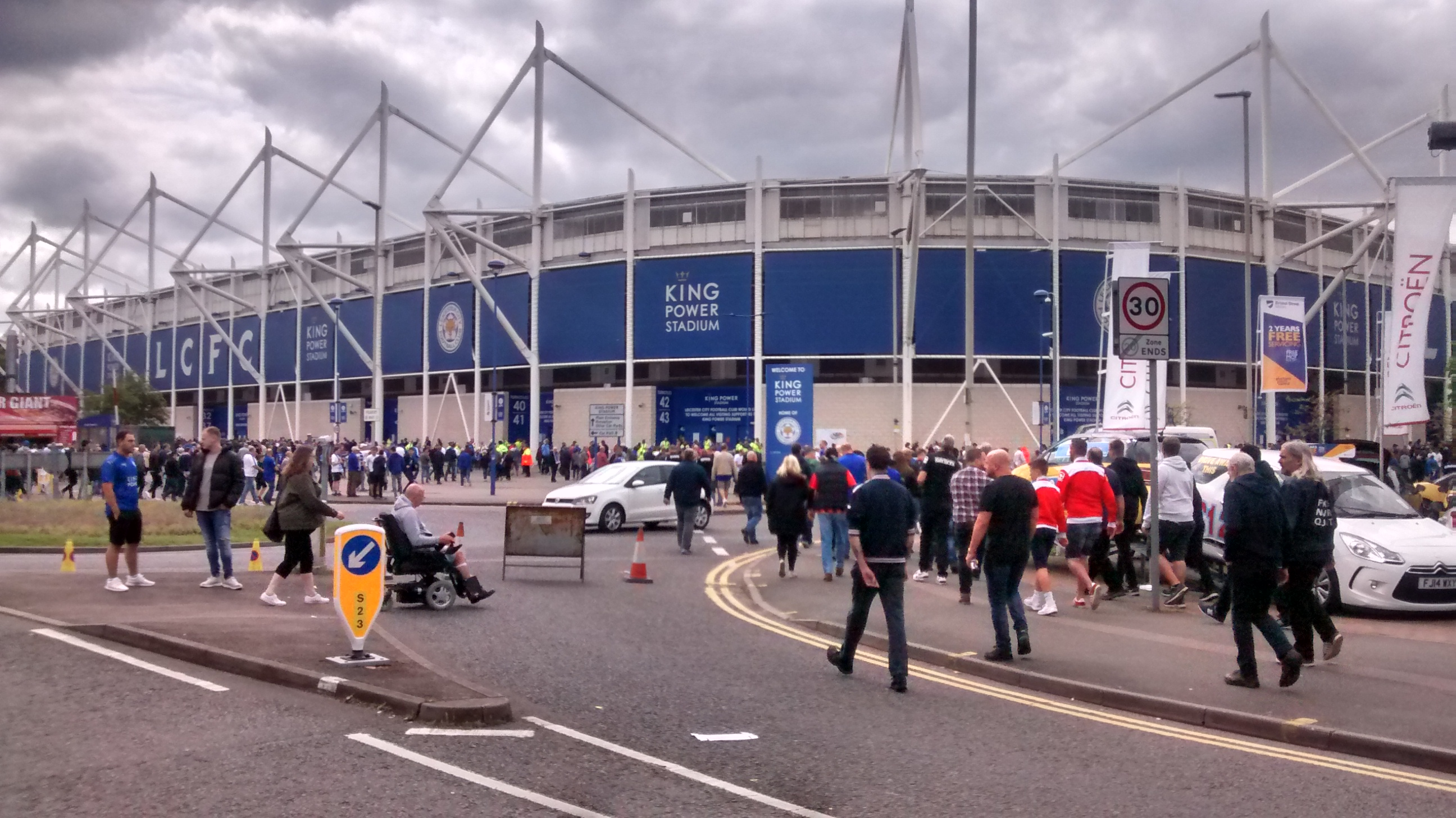
Stadion Leicester City F.C

Od 1884 do Leicester grał na boisku przy Fosse Road. Z Fosse Road przenieśli się Victoria Park, a następnie na Belgrave Road. Po przejściu na zawodowstwo klub przeniósł się do Mill Lane. Po eksmisji z Mill Lane, podczas poszukiwania nowego boiska klub grał na County Cricket. Po znalezieniu nowego miejsca na boisko Leicester przeniósł się w 1891 roku na Filbert Street.
W 2002 roku klub przeniósł się z Filbert Street do nowego wybudowanego stadionu z 32.500 miejscami siedzącymi. Stadion został pierwotnie nazwany Filbert Way, a później przemianowany na Walkers Stadium. Po zawarciu umowy z producentem żywności logo marki Walkers, można było znaleźć w różnych punktach po zewnętrznej stronie stadionu. Pierwszym meczem na nowym stadionie było towarzyskie spotkanie z Athletic Bilbao (1:1). Pierwszym strzelcem gola na stadionie jest Tiko Bilbao, a dla Leicester City, Jordan Stewart. Pierwszy mecz ligowy zakończył się zwycięstwem nad Watford 2:0. Reprezentacja Anglii rozegrała tutaj wygrany 2:1 mecz przeciwko Serbii i Czarnogórze. Odbyły się tu również mecze między Brazylią a Jamajką oraz Jamajką i Ghaną. Niedawno stadion został wykorzystany do organizacji półfinałów europejskiego Pucharu Heinekena w Rugby w którym uczestniczył Leicester Tigers.
19 sierpnia 2010 roku okazało się, że nowy sponsor King Power chciał zmienić nazwę stadionu King Power Stadium. W tym samym czasie były plany zwiększenia pojemności do 42 000. Dnia 7 lipca 2011 roku Leicester City potwierdził, że Walkers Stadium będzie teraz nazywał się King Power Stadium.
Na King Power Stadium znalazły się miejsca w których uhonorowano największe gwiazdy Leicester City. Na terenie stadionu znajdują się miejsca które noszą nazwy od nazwisk byłych graczy: Gordona Banksa, Adama Blacka, Arthura Chandlera, Gary’ego Linekera, Arthura Rowleya, Sepa Smitha, Keitha Wellera i menadżera Jimmy’ego Bloomfielda.

## Najwięksi rywale
Za największego rywala kibice Leicester City uważają Nottingham Forest F.C. Drugim rywalem z którym Leicester toczy ostre boje jest Derby County (derby East Midlands). Pomimo że z siedzibą w West Midlands, za trzeciego głównego rywala w ostatnich latach były uważany Coventry City. Między tymi klubami odbywały się tak zwane ''Derby M69''. Mecze przyjęły swoją nazwę od autostrady łączącej oba miasta (24 mile odległości).

## Europejskie puchary
Legenda do wszystkich tabel:
- Q – runda eliminacyjna, 1/16, 1/8, 1/4, 1/2 – odpowiednia faza rozgrywek, Grupa – runda grupowa, 1r gr – pierwsza runda grupowa, 2r gr – druga runda grupowa, F – finał, R – runda, PO – play-off
- k. – rzuty karne, los. – losowanie, Dogr. – dogrywka, w. – zasada bramek strzelonych na wyjeździe

| Sezon   | Rozgrywki                 | Runda   | Klub             | Dom | Wyjazd | Ogólnie    |
| ------- | ------------------------- | ------- | ---------------- | --- | ------ | ---------- |
| 1961/62 | Puchar Zdobywców Pucharów | Q       | Glenavon         | 3–1 | 4–1    | 7–2        |
| 1961/62 | Puchar Zdobywców Pucharów | 1R      | Atlético Madryt  | 1–1 | 0–2    | 1–3        |
| 1997/98 | Puchar UEFA               | 1R      | Atlético Madryt  | 1–2 | 0–2    | 1–4        |
| 2000/01 | Puchar UEFA               | 1R      | FK Crvena zvezda | 1–1 | 1–3    | 2–4        |
| 2016/17 | Liga Mistrzów             | Grupa G | FC Porto         | 1–0 | 0–5    | 1. miejsce |
| 2016/17 | Liga Mistrzów             | Grupa G | Club Brugge      | 2–1 | 3–0    | 1. miejsce |
| 2016/17 | Liga Mistrzów             | Grupa G | FC Kopenhaga     | 1–0 | 0–0    | 1. miejsce |
| 2016/17 | Liga Mistrzów             | 1/8     | Sevilla FC       | 2–0 | 1–2    | 3–2        |
| 2016/17 | Liga Mistrzów             | 1/4     | Atlético Madryt  | 1–1 | 0–1    | 1–2        |
| 2020/21 | Liga Europy               | Grupa G | SC Braga         | 4–0 | 3–3    | 1. miejsce |
| 2020/21 | Liga Europy               | Grupa G | AEK Ateny        | 2–0 | 2–1    | 1. miejsce |
| 2020/21 | Liga Europy               | Grupa G | Zoria Ługańsk    | 3–0 | 0–1    | 1. miejsce |
| 2020/21 | Liga Europy               | 1/16    | Slavia Praga     | 0–2 | 0–0    | 0–2        |
| 2021/22 | Liga Europy               | Grupa C | SSC Napoli       | 2–2 | 2–3    | 3. miejsce |
| 2021/22 | Liga Europy               | Grupa C | Legia Warszawa   | 3–1 | 0–1    | 3. miejsce |
| 2021/22 | Liga Europy               | Grupa C | Spartak Moskwa   | 1–1 | 4–3    | 3. miejsce |
| 2021/22 | Liga Konferencji Europy   | 1/16    | Randers          | 4–1 | 3–1    | 7–2        |
| 2021/22 | Liga Konferencji Europy   | 1/8     | Stade Rennais    | 2–0 | 1–2    | 3–2        |
| 2021/22 | Liga Konferencji Europy   | 1/4     | PSV Eindhoven    | 0–0 | 2–1    | 2–1        |
| 2021/22 | Liga Konferencji Europy   | 1/2     | AS Roma          | 1–1 | 0–1    | 1–2        |

## Rekordy i statystyki
Rekordzistą pod względem największej liczby meczów w Leicester City jest Graham Cross. Rozegrał on 599 meczów w latach 1960–1976. Drugi w tej statystyce jest Adam Black, 528 występów w lidze pomiędzy 1920 a 1935 rokiem.
Napastnik Arthur Chandler jest najskuteczniejszym strzelcem klubu. Przez 12 lat gry dla Leicester City strzelił 273 gole. Arthur Chandler posiadał również rekord serii goli w kolejnych meczach. W sezonie 1924/25, trafił do bramki rywali 8 razy. Jego rekord został pobity w sezonie 2015/2016 w którym Jamie Vardy trafiał do bramki rywali w 11 kolejnych meczach bijąc tym samym nie tylko rekord Leicester, ale również rekord Premier League, który należał wcześniej do Ruuda Van Nisterlooya. Najwięcej goli w jednym sezonie dla klubu zdobył Arthur Rowley, trafił 44 razy w sezonie 1956/57. Rekord najszybciej zdobytej bramki należy do zawodnika Matty Fryatt. W kwietniu 2006 roku w meczu przeciwko Preston North End wpisanie na listę strzelców zajęło mu zaledwie dziewięć sekund.
Najwyższa kwota za transfer jaką zapłacił Leicester City to 40 milionów funtów. W 2019 wykupiło wypożyczonego z AS Monaco belgijskiego zawodnika jakim jest Youri Tielemans. Drugim najwyższym transferem przychodzącym jest Wesley Fofana który w 2020 roku przyszedł do drużyny Lisów z francuskiego AS Saint-Étienne za kwotę 36.5 milionów funtów.
Z kolei najwyższa kwota otrzymana za odejście zawodnika to 80 milionów funtów za Harry’ego Maguire, który w 2019 roku dołączył do angielskiego zespołu jakim jest Manchester United. Na drugim miejscu plasuje się odejście Wesleya Fofany w 2022 roku. Leicester City otrzymało wówczas kwotę w wysokości 70 milionów funtów od angielskiego zespołu Chelsea F.C.
Rekord frekwencji na stadionie padł w 1928 roku. Na Filbert Street, w piątej rundzie Pucharu Anglii, Leicester City podejmował Tottenham Hotspur. Mecz ten oglądało 47298 widzów. Rekordem (mecz ligowy) na King Power Stadium, jest 32 148 widzów na meczu przeciwko Newcastle United 26 grudnia 2003 roku. Jednak 30 lipca 2011 roku na przed sezonowym towarzyskim meczu zasiadło na trybunach 32 188 kibiców by oglądać mecz z Realem Madryt.
Leicester City wygrało osiem razy mistrzostwo na poziomie drugiej ligi i tym samym są samodzielnymi liderami w klasyfikacji Mistrzów drugiej ligi.
Lisy cztery razy osiągnęli finał FA Cup, ale tylko raz w nim wygrali.
Najdłuższa seria bez porażki w lidze zespół zanotował od 1 listopada 2008 roku do 7 marca 2009. W tym okresie niepokonany był w 23 meczach. Najdłuższą serię zwycięstw w lidze zanotował od 21 grudnia 2013 do 1 lutego 2014 roku. Leicester City wygrało 9 kolejnych meczów.
Najwyższe miejsce w rozgrywkach ligowych to 1. w Premier League (najwyższy poziom rozgrywek w Anglii) zdobyte w sezonie 2015/2016. Najniższe miejsce w historii jakie zajął Leicester City to 1. miejsce w League One (trzeci poziom rozgrywek) w sezonie 2008/2009.
W sezonie 2020/2021, piłkarze Leicester po raz pierwszy w swej historii zdobyli Puchar Anglii. Doszło do tego 15 maja 2021, po zwycięstwie 1:0 w finale przeciwko Chelsea.

## Obecny skład
Stan na 5 marca 2025
| Nr | Poz. | Piłkarz               |
| -- | ---- | --------------------- |
| 1  | BR   | Danny Ward            |
| 2  | OB   | James Justin          |
| 3  | OB   | Wout Faes             |
| 4  | OB   | Conor Coady           |
| 5  | OB   | Caleb Okoli           |
| 6  | PO   | Wilfred Ndidi         |
| 7  | NA   | Abdul Fatawu          |
| 8  | PO   | Harry Winks           |
| 9  | NA   | Jamie Vardy (kapitan) |
| 10 | NA   | Stephy Mavididi       |
| 11 | PO   | Bilal El Khannouss    |
| 14 | NA   | Bobby Decordova-Reid  |
| 15 | OB   | Harry Souttar         |
| 16 | OB   | Victor Kristiansen    |
| 18 | NA   | Jordan Ayew           |

| Nr | Poz. | Piłkarz                                                   |
| -- | ---- | --------------------------------------------------------- |
| 20 | NA   | Patson Daka                                               |
| 21 | OB   | Ricardo Pereira                                           |
| 22 | PO   | Oliver Skipp                                              |
| 23 | OB   | Jannik Vestergaard                                        |
| 24 | PO   | Boubakary Soumaré                                         |
| 25 | OB   | Woyo Coulibaly                                            |
| 29 | NA   | Odsonne Édouard (wypożyczony z Crystal Palace)            |
| 30 | BR   | Mads Hermansen                                            |
| 31 | BR   | Daniel Iversen                                            |
| 33 | OB   | Luke Thomas                                               |
| 34 | PO   | Michael Golding                                           |
| 35 | PO   | Kasey McAteer                                             |
| 40 | PO   | Facundo Buonanotte (wypożyczony z Brighton & Hove Albion) |
| 41 | BR   | Jakub Stolarczyk                                          |

### Wypożyczeni[29]
| Nr | Poz. | Piłkarz                                              |
| -- | ---- | ---------------------------------------------------- |
|    | OB   | Ben Nelson (w Oxford United do 31 maja 2025)         |
|    | PO   | Hamza Choudhury (w Sheffield United do 31 maja 2025) |

| Nr | Poz. | Piłkarz                                           |
| -- | ---- | ------------------------------------------------- |
|    | PO   | Will Alves (w Cardiff City do 31 maja 2025)       |
|    | PO   | Wanya Marçal (w De Graafschap do 30 czerwca 2025) |

## Piłkarze Leicester City którzy uczestniczyli w mistrzostwach świata
Lista zawodników biorących udział w mistrzostwach świata jednocześnie reprezentując Leicester City
- John Anderson (1954) –  Szkocja
- Willie Cunningham (1958) –  Irlandia Północna
- Ken Leek (1958) –  Walia
- Gordon Banks (1966) –  Anglia (Mistrz Świata)
- John O’Neill (1982, 1986) –  Irlandia Północna
- Paul Ramsey (1986) –  Irlandia Północna
- Gary McAllister (1990) –  Szkocja
- David Kelly (1990) –  Irlandia
- Matt Elliott (1998) –  Szkocja
- Kasey Keller (1998) –  Stany Zjednoczone
- Muzzy Izzet (2002) –  Turcja
- Riyad Mahrez (2014) –  Algieria
- Jamie Vardy (2018) –  Anglia
- Kasper Schmeichel (2018) –  Dania
- Wilfred Ndidi (2018) –  Nigeria
- Ahmed Musa (2018) –  Nigeria
- Adrien Silva (2018) –  Portugalia
- James Maddison (2022) –  Anglia
- Timothy Castagne (2022) –  Belgia
- Wout Faes (2022) –  Belgia
- Youri Tielemans (2022) –  Belgia
- Daniel Amartey (2022) –  Ghana
- Nampalys Mendy (2022) –  Senegal
- Danny Ward (2022) –  Walia

## Sukcesy
| \| \| Zdobyte trofea w rozgrywkach Anglii (stan na: 16 marca 2024) \| |                                                              |      |                                                |
| Rozgrywki                                                             | Osiągnięcie                                                  | Razy | Sezon(y)                                       |
| · Mistrzostwo                                                         | I miejsce                                                    | 1    | 2016                                           |
| · Mistrzostwo                                                         | II miejsce                                                   | 1    | 1929                                           |
| · Mistrzostwo                                                         | III miejsce                                                  | 1    | 1928                                           |
| · Puchar                                                              | zdobywca                                                     | 1    | 2021                                           |
| · Puchar                                                              | finalista                                                    | 4    | 1949, 1961, 1963, 1969                         |
| · Superpuchar                                                         | zdobywca                                                     | 2    | 1971, 2021                                     |
| · Superpuchar                                                         | finalista                                                    | 1    | 2016                                           |
| · Puchar Ligi                                                         | zdobywca                                                     | 3    | 1964, 1997, 2000                               |
| · Puchar Ligi                                                         | finalista                                                    | 2    | 1965, 1999                                     |
| · II liga                                                             | I miejsce                                                    | 8    | 1925, 1937, 1954, 1957, 1971, 1980, 2014, 2024 |
| · II liga                                                             | II miejsce                                                   | 2    | 1908, 2003                                     |
| · II liga                                                             | III miejsce                                                  | 3    | 1899, 1923, 1983                               |
| Anglia                                                                | Zdobyte trofea w rozgrywkach Anglii (stan na: 16 marca 2024) |      |                                                |

## Miejsca zajęte w poszczególnych sezonach[30]
| Sezon | Rozgrywki ligowe | Rozgrywki ligowe | Rozgrywki ligowe | Rozgrywki ligowe | Uwagi             |
| Sezon | Liga             | Liga             | Miejsce          | Punkty           | Uwagi             |
| ----- | ---------------- | ---------------- | ---------------- | ---------------- | ----------------- |
| 00/01 | I                | Premier League   | 13               | 48               |                   |
| 01/02 | I                | Premier League   | 20               | 28               | Spadek            |
| 02/03 | II               | First Division   | 2                | 92               | Awans             |
| 03/04 | I                | Premier League   | 18               | 33               | Spadek            |
| 04/05 | II               | Championship     | 15               | 57               |                   |
| 05/06 | II               | Championship     | 16               | 54               |                   |
| 06/07 | II               | Championship     | 19               | 53               |                   |
| 07/08 | II               | Championship     | 22               | 52               | Spadek            |
| 08/09 | III              | League One       | 1                | 96               | Awans             |
| 09/10 | II               | Championship     | 5                | 76               |                   |
| 10/11 | II               | Championship     | 10               | 67               |                   |
| 11/12 | II               | Championship     | 9                | 66               |                   |
| 12/13 | II               | Championship     | 6                | 68               |                   |
| 13/14 | II               | Championship     | 1                | 102              | Awans             |
| 14/15 | I                | Premier League   | 14               | 41               |                   |
| 15/16 | I                | Premier League   | 1                | 81               | Mistrzostwo kraju |
| 16/17 | I                | Premier League   | 12               | 44               |                   |
| 17/18 | I                | Premier League   | 9                | 47               |                   |
| 18/19 | I                | Premier League   | 9                | 52               |                   |
| 19/20 | I                | Premier League   | 5                | 62               |                   |
| 20/21 | I                | Premier League   | 5                | 66               | Puchar Anglii     |
| 21/22 | I                | Premier League   | 8                | 52               | Tarcza Wspólnoty  |
| 22/23 | I                | Premier League   | 18               | 34               | Spadek            |
| 23/24 | II               | Championship     | 1                | 97               | Awans             |
| 24/25 | I                | Premier League   | 18               | 25               | Spadek            |

## Kapitanowie
| Lata      | Imię i nazwisko   |
| --------- | ----------------- |
| 1987–1992 | Ally Mauchlen     |
| 1992–1993 | Steve Walsh       |
| 1993–1994 | Gary Mills        |
| 1994–1999 | Steve Walsh       |
| 1999–2005 | Matt Elliott      |
| 2005–2006 | Danny Tiatto      |
| 2006–2007 | Paddy McCarthy    |
| 2007–2008 | Stephen Clemence  |
| 2008–2011 | Matt Oakley       |
| 2011–2012 | Matt Mills        |
| 2012–2021 | Wes Morgan        |
| 2021–2022 | Kasper Schmeichel |
| 2022–     | Jamie Vardy       |

## Menedżerowie
| Lata      | Nazwisko                      | Sukcesy |
| --------- | ----------------------------- | --- |
| 1919-1926 | Peter Hodge                   | 1924/25 Mistrzostwo Football League Second Division                                                                               |
| 1926-1934 | William Orr                   | Wicemistrzostwo Anglii w sezonie 1928/29                                                                                          |
| 1932-1934 | Peter Hodge                   | |
| 1934–1936 | Arthur Lochhead               | |
| 1936–1939 | Frank Womack                  | 1936/37 Mistrzostwo Football League Second Division                                                                               |
| 1939–1945 | Tom Bromilow                  | |
| 1945–1946 | Tom Mather                    | |
| 1946–1949 | Johnny Duncan                 | 1949 Finał FA Cup |
| 1949–1955 | Norman Bullock                | 1953/54 Mistrzostwo Football League Second Division                                                                               |
| 1955–1958 | Dave Halliday                 | 1956/57 Mistrzostwo Football League Second Division                                                                               |
| 1958–1968 | Matt Gillies                  | 1964 Zwycięzca i 1965 finalista Football League Cup, 1961 i 1963 finalista FA Cup. Najdłużej pracujący menedżer w Leicester City. |
| 1968–1971 | Frank O’Farrell               | 1969 Finał FA Cup. 1970/71 Mistrzostwo Football League Second Division                                                            |
| 1971–1977 | Jimmy Bloomfield              | |
| 1977–1978 | Frank McLintock               | |
| 1978–1982 | Jock Wallace                  | 1979/80 Mistrzostwo Football League Second Division                                                                               |
| 1986–1987 | Gordon Milne                  | 1982/83 awans do Football League First Division                                                                                   |
| 1986–1987 | Gordon Milne i Bryan Hamilton | |
| 1987      | Bryan Hamilton                | |
| 1987–1991 | David Pleat                   | |
| 1991–1994 | Brian Little                  | 1993/94 awans do Premier League                                                                                                   |
| 1994–1995 | Mark McGhee                   | |
| 1995–2000 | Martin O’Neill                | 1995/96 awans do Premier League, zwycięzca (1997 i 2000) i finalista (1999) Football League Cup                                   |
| 2000–2001 | Peter Taylor                  | |
| 2001–2002 | Dave Bassett                  | |
| 2002–2004 | Micky Adams                   | 2002/03 awans do Premier League                                                                                                   |
| 2004–2006 | Craig Levein                  | |
| 2006–2007 | Rob Kelly                     | |
| 2007      | Martin Allen                  | |
| 2007      | Gary Megson                   | |
| 2007–2008 | Ian Holloway                  | |
| 2008–2010 | Nigel Pearson                 | 2008/09 mistrzostwo Football League One.                                                                                          |
| 2010      | Paulo Sousa                   | |
| 2010–2011 | Sven-Göran Eriksson           | |
| 2011–2015 | Nigel Pearson                 | 2013/14 mistrzostwo EFL Championship i awans do Premier League                                                                    |
| 2015–2017 | Claudio Ranieri               | Mistrzostwo Anglii w sezonie 2015/2016                                                                                            |
| 2017      | Craig Shakespeare             | Ćwierćfinał w Lidze Mistrzów 2016/2017                                                                                            |
| 2017–2019 | Claude Puel                   | |
| 2019–2023 | Brendan Rodgers               | Zdobycie Pucharu Anglii i Tarczy Wspólnoty                                                                                        |
| 2023–2024 | Enzo Maresca                  | Mistrzostwo EFLChampionship 2023/24                                                                                               |
| 2024      | Steve Cooper                  | |
| 2024–     | Ruud Van Nistelrooy           | |

## Przynależność ligowa
- 1894–1908: Football League Second Division
- 1908/09: Football League First Division
- 1909–25: Football League Second Division
- 1925–35: Football League First Division
- 1935–37: Football League Second Division
- 1937–39: Football League First Division
- 1946–54: Football League Second Division
- 1954/55: Football League First Division
- 1955–57: Football League Second Division
- 1957–69: Football League First Division
- 1969–1971: Football League Second Division
- 1971–78: Football League First Division
- 1978–80: Football League Second Division
- 1980/81: Football League First Division
- 1981–83: Football League Second Division
- 1983–87: Football League First Division
- 1987–92: Football League Second Division
- 1992–94: Football League First Division
- 1994/95: FA Premier League
- 1995/96: Football League First Division
- 1996–2002: FA Premier League
- 2002/03: Football League First Division
- 2003/04: FA Premier League
- 2004-08: Football League Championship
- 2008-09: Football League One
- 2009-14: Football League Championship
- 2014-23: Premier League
- 2023/24: Football League Championship
- Od 2024: Premier League

### Liczba spędzonych sezonów na danym poziomie ligowym.
- Sezony spędzone na poziomie 1 ligi: 55
- Sezony spędzone na poziomie 2 ligi: 62
- Sezony spędzone na poziomie 3 ligi: 1
- Sezony spędzone na poziomie 4 ligi: 0